# Autofradates II
Autofradates II (em grego: Αὐτοφραδάτης; romaniz.: Autophradátēs; em persa antigo: *Vātafradātaʰ; em parta: Wadfradad) foi uma dinasta (frataraca) de Pérsis no final do século II a.C., governando algum tempo depois de 138 a.C.. Foi nomeado frataraca pelo xainxá arsácida Mitrídates I (r. 171–132 a.C.), que lhe concedeu mais autonomia, provavelmente em um esforço para manter relações saudáveis com Pérsis, pois o Império Arsácida estava sob constante conflito com os sacas, selêucidas e Caracena. A cunhagem de Autofradates mostra a influência das moedas cunhadas sob Mitrídates. Foi sucedido por Dario I, o primeiro dos reis de Pérsis, depois de 132 a.C..